# سيرجي ليبيديف (كيميائي)
سيرجي ليبيديف (بالروسية: Лебедев, Сергей Васильевич)‏ (و. 1874 – 1934 م) هو كيميائي، ومهندس، من الإمبراطورية الروسية، ولد في لوبلين، وكان عضوًا في الأكاديمية الروسية للعلوم، توفي في سانت بطرسبرغ، عن عمر يناهز 60 عاماً.

## التعليم
تعلم في جامعة سانت بطرسبورغ الحكومية.

## جوائز
حصل على جوائز منها:
- وسام لينين.

## روابط خارجية
- سيرجي ليبيديف على موقع الموسوعة البريطانية (الإنجليزية)